# Iriania lutescens
Iriania lutescens is een vlinder uit de familie van de stippelmotten (Yponomeutidae). De wetenschappelijke naam van de soort werd in 1955 gepubliceerd door Diakonoff.